# 達拉斯 (阿肯色州)
達拉斯（英語：Dallas）是位於美國阿肯色州波爾克縣的一個非建制地區。該地的面積和人口皆未知。

## 地理
達拉斯的座標為34°32′09″N 94°13′09″W / 34.53583°N 94.21917°W，而該地的平均海拔高度為336米（即1102英尺）。